# Michel Philidor
Michel II Danican Philidor fue una músico nacido en 1610 y fallecido en 1679. 
Quinto cromorno y trompeta marina de la Grande Écurie du Roi, el 31 de julio de 1651, un manuscrito de Michel de La Barre nos dice que el oboe fue renovado y mejorado a mitad del siglo XVII por los Philidor y los Hotteterre. Según ciertos musicólogos, son de hecho Michel II Philidor y Jacques Martin Hotteterre quienes ponen a punto y mejoran el oboe, y luego le darán la forma que conocerán Purcell, Johann Sebastian Bach, Haendel y Rameau. Sería tocado por primera vez ellos durante la representación del ballet de l’Amour malade, de Lully, el 17 de enero de 1657 en el Louvre. Fue todo un éxito: el nuevo instrumento podía traducir todos los sentimientos, tanto la dulzura de la flauta de pico con más fuerza y variedad. Su cargo en la Grande Écurie pasó a su sobrino André el 12 de octubre de 1659.